# Kisei 2014
Il Kisei 2014 è stata la 38ª edizione del torneo goistico giapponese Kisei.

## Fase Finale
- W indica vittoria col bianco
- B indica vittoria col nero
- X indica la sconfitta
- +R indica che la partita si è conclusa per abbandono
- +N indica lo scarto dei punti a fine partita

### Gruppo A
| Giocatore         | C.U.  | K.Y.  | N.Y.  | S.K.  | H.Y. | T.K.   | Risultato | Note                                        |
| ----------------- | ----- | ----- | ----- | ----- | ---- | ------ | --------- | ------------------------------------------- |
| Cho U             | –     | X     | X     | X     | X    | B+15,5 | 1-4       | Retrocesso                                  |
| Keigo Yamashita   | W+3,5 | –     | B+5,5 | W+R   | X    | W+1,5  | 4-1       | Qualificato alla finale degli sfidanti      |
| Norimoto Yoda     | B+1,5 | X     | –     | B+2,5 | W+R  | X      | 3-2       | Qualificato alla fase finale del Kisei 2015 |
| Satoru Kobayashi  | W+R   | X     | X     | –     | B+R  | X      | 2-3       | Qualificato alla fase finale del Kisei 2015 |
| Hiroshi Yamashiro | B+1,5 | W+3,5 | X     | X     | –    | B+1,5  | 3-2       | Qualificato alla fase finale del Kisei 2015 |
| Tetsuya Kiyonari  | X     | X     | W+R   | B+7,5 | X    | –      | 2-3       | Retrocesso                                  |

### Gruppo B
| Giocatore          | S.T.  | N.H.  | R.K.  | T.M. | C.C. | D.M. | Risultato | Note                                        |
| ------------------ | ----- | ----- | ----- | ---- | ---- | ---- | --------- | ------------------------------------------- |
| Shinji Takao       | –     | W+0,5 | B+R   | W+R  | X    | X    | 3-2       | Qualificato alla fase finale del Kisei 2015 |
| Naoki Hane         | X     | –     | W+1,5 | X    | W+R  | X    | 2-3       | Qualificato alla fase finale del Kisei 2015 |
| Rin Kono           | X     | X     | –     | W+R  | X    | X    | 1-4       | Retrocesso                                  |
| Tomochika Mizokami | X     | W+R   | X     | –    | W+R  | X    | 2-3       | Retrocesso                                  |
| Cho Chikun         | W+0,5 | X     | W+R   | X    | –    | W+R  | 3-2       | Qualificato alla fase finale del Kisei 2015 |
| Daisuke Murakawa   | B+1,5 | W+R   | B+R   | W+R  | X    | –    | 4-1       | Qualificato alla finale degli sfidanti      |

## Finale degli sfidanti
I due vincitori dei gruppi si sono sfidati il 14 novembre 2013. 

## Finale
La finale è una sfida al meglio delle sette partite, iniziata l'11 gennaio 2013 e finita il 13 marzo. La settima partita non si è disputata. 